# Ксенжомеж
Ксенжомеж (пол. Księżomierz) — село в Польщі, у гміні Госцерадув Красницького повіту Люблінського воєводства.
Населення — 917 осіб (2011).
У 1975-1998 роках село належало до Тарнобжезького воєводства.

## Демографія
Демографічна структура станом на 31 березня 2011 року:
|          | Загалом | Допрацездатний вік | Працездатний вік | Постпрацездатний вік |
| -------- | ------- | ------------------ | ---------------- | -------------------- |
| Чоловіки | 448     | 100                | 287              | 61                   |
| Жінки    | 469     | 94                 | 258              | 117                  |
| Разом    | 917     | 194                | 545              | 178                  |